# Кресилай
Кресилай (на гръцки: Κρησίλας) е древногръцки скулптор от Кидония. Той живее през 5 век пр.н.е. и работи в Атина по време на Пелопонеските войни, като последовател на Мирон.

## Статуята на Перикъл
В Атина той създава бронзова статуя на Перикъл (440 – 430 пр.н.е.) с коринтски шлем на главата, който изразява позицията му като стратег. Нейната долна част е открита в атинския акропол. Изглежда, че множество портретни бюстове произлизат от тази статуя, каквито днес са поместени във Ватиканските музеи, Британския музей (открит във вилата на Адриан) и др.

## Ефеската амазонка
Кресилай създава и статуя на умираща амазонка за Ефес в съревнование с Фидий и Поликлет Стари.

## Атина от Велетри
Той е също идентифициран като оригинален автор на статуята на Атина от Велетри.
- Берлински модел
- Ефеската амазонка, Музеи Капитолия
- Атина от Велетри, Глиптотек, Мюнхен